# Леон Тораль, Хосе де
Хосе де Леон Тораль (исп. José de León Toral, 23 декабря 1900 — 9 февраля 1929) — мексиканский рисовальщик, участник клерикально-христианского движения Кристерос, убийца мексиканского президента Альваро Обрегона.

## Биография
Хосе вырос в шахтёрской семье ортодоксальных католиков. В 1920 году вступил в Национальную лигу защиты религиозных свобод.

## Убийство Обрегона
17 июля 1928 года, спустя 2 недели после переизбрания Обрегона президентом, Леон Тораль устроился на работу карикатуристом в ресторан La Bombilla, где должен был проходить торжественный обед. В день покушения он пришёл в ресторан, нарисовал портрет генерала Обрегона, и продемонстрировал его самому президенту. Тот похвалил рисунок и отвернулся, чтобы вернуться на своё место. В этот момент Леон Тораль достал оружие и выстрелил в спину Обрегону 5 или 6 раз.
Совершённое им убийство президента, объяснил протестом против антиклерикальной политики последнего.
На суде отрицал наличие соучастников.
Расстрелян 9 февраля 1929 года.

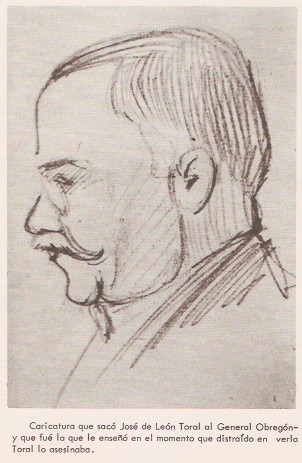
Портрет Обрегона, выполненный Торалем